# Lijst van burgemeesters van Koudekerke
Dit is een lijst van burgemeesters van de voormalige Nederlandse gemeente Koudekerke die op 1 juli 1966 samen met de gemeenten Biggekerke en Zoutelande opging in de gemeente Valkenisse.
| Ambtsperiode | Naam burgemeester                                         | Partij of stroming | Bijzonderheden             |
| ------------ | --------------------------------------------------------- | ------------------ | -------------------------- |
| 1810 - 1812  | onbekend                                                  |                    |                            |
| 1812 - 1813  | Jean Loeff                                                |                    |                            |
| 1813 - 1814  | jhr. mr. Anthony Pieter van Doorn van Koudekerke          |                    |                            |
| 1814 - 1821  | onbekend                                                  |                    |                            |
| 1821 - 1829  | Cornelis de Ruijter                                       |                    |                            |
| 1829 - 1840  | Aarnout Jansz. Aarnoutse                                  |                    |                            |
| 1840 - 1850  | Adrianus Pické                                            |                    |                            |
| 1850         | J.B. van de Vijver                                        |                    | waarnemend                 |
| 1850 - 1865  | Hugo Brasser                                              |                    | overleden 16 augustus 1865 |
| 1866 - 1870  | Aarnout Aarnoutsz. Aarnoutse                              |                    |                            |
| 1870 - 1877  | Pieter Boone                                              |                    |                            |
| 1877 - 1892  | Willem Arnold graaf van Lynden                            |                    |                            |
| 1892 - 1901  | Willem Hendrik de Bruyn                                   |                    |                            |
| 1901 - 1908  | Willen Constantijn van Panhuys                            |                    |                            |
| 1908 - 1913  | Henri Jacques Emile Gerlach van St.-Joosland              |                    |                            |
| 1913 - 1927  | Henrik Paulus baron van der Borch tot Verwolde van Vorden |                    |                            |
| 1927 - 1934  | Albert Bakker                                             |                    |                            |
| 1935 - 1942  | Jan Lambertus Dregmans                                    |                    |                            |
| 1942 - 1944  | Jan Moens                                                 |                    | waarnemend                 |
| 1944 - 1966  | Jan Lambertus Dregmans                                    | ARP                | vanaf okt. 1965 waarnemend |